# Епархия Навплии
Епархия Навплии (лат. Dioecesis Heracleopolitana) — титулярная епархия Римско-Католической церкви.

## История
Античный город Навплия был центром одноимённой епархии, которая входила в митрополию Коринфа. Эта епархия прекратила своё существование в XIX веке.
С 1725 года епархия Навплии является титулярной епархией Римско-Католической церкви.

## Епископы
- епископ Андрей (упоминается в 879 году);

## Титулярные епископы
- епископ Fabio Mancinforte  (26.09.1725 – февраль 1739);
- епископ Beniamino Evsebidhes (6.08.1851 – 3.11.1862);
- епископ Андрей Катков M.I.C. (14.11.1958 – 19.09.1995);
- вакансия с 1995 года.

## Источник
- Annuario Pontificio, Libreria Editrice Vaticana, Città del Vaticano, 2003, стр. 862, ISBN 88-209-7422-3
- Pius Bonifacius Gams, Series episcoporum Ecclesiae Catholicae, Leipzig 1931, стр. 430  (лат.)
- Michel Lequien, Oriens christianus in quatuor Patriarchatus digestus, Parigi 1740, Tomo II, coll. 186-186  (лат.)
- Konrad Eubel, Hierarchia Catholica Medii Aevi, vol. 5, стр. 285  (лат.)